# Općine u Danskoj

## Hovedstaden
| - Albertslund - Allerød - Ballerup - Bornholm - Brøndby - Kopenhagen - Dragør - Egedal - Fredensborg - Frederiksberg - Frederikssund - Furesø - Gentofte - Gladsaxe - Glostrup | - Gribskov - Halsnæs - Helsingør - Herlev - Hillerød - Hvidovre - Høje-Taastrup - Hørsholm - Ishøj - Lyngby-Taarbæk - Rudersdal - Rødovre - Tårnby - Vallensbæk |

## Južna Danska
- Aabenraa
- Assens
- Billund
- Esbjerg
- Faaborg-Midtfyn
- Fanø
- Fredericia
- Haderslev
- Kerteminde
- Kolding
- Langeland
- Middelfart
- Nordfyn
- Nyborg
- Odense
- Svendborg
- Sønderborg
- Tønder
- Varde
- Vejen
- Vejle
- Ærø

## Sjeverni Jutland
- Aalborg
- Brønderslev
- Frederikshavn
- Hjørring
- Jammerbugt
- Læsø
- Mariagerfjord
- Morsø
- Rebild
- Thisted
- Vesthimmerland

## Središnji Jutland
- Århus
- Favrskov
- Hedensted
- Herning
- Holstebro
- Horsens
- Ikast-Brande
- Lemvig
- Norddjurs
- Odder
- Randers
- Ringkøbing-Skjern
- Samsø
- Silkeborg
- Skanderborg
- Skive
- Struer
- Syddjurs
- Viborg

## Zeland
| - Faxe - Greve - Guldborgsund - Holbæk - Kalundborg - Køge - Lejre - Lolland - Næstved - Odsherred - Ringsted - Roskilde - Slagelse - Solrød - Sorø - Stevns - Vordingborg |